# Carlos Álvarez Rivera
Carlos Álvarez Rivera (Sanlúcar la Mayor, Sevilla, 6 de agosto de 2003) es un futbolista español que juega en la demarcación de mediapunta en el Levante U. D. de la Primera División de España.

## Infancia y formación
Carlos nació el 6 de agosto de 2003 y se crio en el sevillano pueblo de Sanlúcar la Mayor. Entró en el Colegio Cardenal Spínola de su pueblo con sólo 3 años, estando allí hasta completar la Educación Secundaria Obligatoria con casi 16 años.

## Carrera
Inicialmente jugó en las inferiores del Atlético Sanlúcar, club local de Sanlúcar la Mayor. Pero muy pronto marchó a las inferiores del Sevilla FC.Como alevín destacó en LaLiga Promises recibió la Bota de Oro y el Balón de Oro por ser el máximo goleador y el mejor jugador respectivamente. Con el cadete se proclamó campeón de Andalucía y campeón de España Sub-16. Firmó su primer contrato en 2019 con el Sevilla Atlético, saltando de la categoría cadete, tras un paso testimonial por juveniles, al futbol profesional con 16 años.
Realizó la pretemporada con el primer equipo y fue convocado en varias ocasiones en los entrenamientos por Julen Lopetegui, desde la temporada 2019-20, pero nunca llegó a debutar. Tras la destitución de Lopetegui, Jorge Sampaoli también contó con él, convocandolo para la Champions y la Copa del Rey.  Debutó finalmente en la segunda eliminatoria de Copa ante el Juventud de Torremolinos marcando un gol.
En agosto de 2023 fichó por el Levante U. D. por cuatro temporadas.

### Selección nacional
Ha formado parte de todas las categorías de la selección española menos de la sub-21, pues no le toca por edad, y la absoluta.

## Familia
El jugador sanluqueño siempre destaca el apoyo de su madre, Mercedes Rivera en su carrera. Carlos es el mayor de tres hermanos. Sus hermanos son Daniel y Nacho. "Dani", como es apodado, actualmente juega en la cantera del Real Betis. El menos de la familia, Nacho, fue una de las estrellas en LaLiga Futures de 2023 con el Sevilla FC. Aunque actualmente juega en las inferiores del Cádiz CF.

## Estadísticas
Actualizado al último partido disputado el 25 de mayo de 2025.
| Club | Div.          | Temporada     | Liga  | Liga  | Liga   | Copas(1) | Copas(1) | Copas(1) | Torneos internacionales(2) | Torneos internacionales(2) | Torneos internacionales(2) | Total | Total | Total  |
| Club | Div.          | Temporada     | Part. | Goles | Asist. | Part.    | Goles    | Asist.   | Part.                      | Goles                      | Asist.                     | Part. | Goles | Asist. |
| --- | ------------- | ------------- | ----- | ----- | ------ | -------- | -------- | -------- | -------------------------- | -------------------------- | -------------------------- | ----- | ----- | ------ |
| Sevilla Atlético · España | 2.ª B         | 2019-20       | 16    | 0     | 4      | ―        | ―        | ―        | ―                          | ―                          | ―                          | 16    | 0     | 4      |
| Sevilla Atlético · España | 2.ª B         | 2020-21       | 18    | 0     | 1      | ―        | ―        | ―        | ―                          | ―                          | ―                          | 18    | 0     | 1      |
| Sevilla Atlético · España | 1.ª RFEF      | 2021-22       | 23    | 1     | 1      | ―        | ―        | ―        | 5                          | 1                          | 1                          | 28    | 2     | 2      |
| Sevilla Atlético · España | 2.ª RFEF      | 2022-23       | 27    | 3     | 7      | ―        | ―        | ―        | 4                          | 0                          | 1                          | 31    | 3     | 8      |
| Sevilla Atlético · España | Total club    | Total club    | 84    | 4     | 13     | ―        | ―        | ―        | 9                          | 1                          | 2                          | 93    | 5     | 15     |
| Sevilla F. C. · España | 1.ª           | 2022-23       | 1     | 0     | 0      | 2        | 1        | 0        | 0                          | 0                          | 0                          | 3     | 1     | 0      |
| Sevilla F. C. · España | Total club    | Total club    | 1     | 0     | 0      | 2        | 1        | 0        | 0                          | 0                          | 0                          | 3     | 1     | 0      |
| Levante UD · España | 2.ª           | 2023-24       | 29    | 3     | 2      | 2        | 1        | 0        | ―                          | ―                          | ―                          | 31    | 4     | 2      |
| Levante UD · España | 2.ª           | 2024-25       | 42    | 7     | 11     | 1        | 0        | 0        | ―                          | ―                          | ―                          | 43    | 7     | 11     |
| Levante UD · España | Total club    | Total club    | 71    | 10    | 13     | 3        | 1        | 0        | 0                          | 0                          | 0                          | 74    | 11    | 13     |
| Total carrera | Total carrera | Total carrera | 156   | 14    | 26     | 5        | 2        | 0        | 9                          | 1                          | 2                          | 170   | 17    | 28     |
| (1)Incluidos los datos de la Copa del Rey(2022-23). (2)Incluidos los datos de la Liga Juvenil de la UEFA (2021-22) y (2022-23). |               |               |       |       |        |          |          |          |                            |                            |                            |       |       |        |

## Palmarés

### Campeonatos Nacionales
| Título                     | Club          | Sede   | Año     |
| -------------------------- | ------------- | ------ | ------- |
| Segunda División de España | Levante U. D. | España | 2024-25 |

### Campeonatos Internacionales
| Título                           | Club (*)      | Sede     | Año     |
| -------------------------------- | ------------- | -------- | ------- |
| Torneo Internacional del Algarve | España Sub-17 | Portugal | 2020    |
| Liga Europa de la UEFA           | Sevilla F. C. | Hungría  | 2022-23 |

### Distinciones individuales
| Distinción                                               | Año     |
| -------------------------------------------------------- | ------- |
| Trofeo Fibra Valencia al Mejor Jugador del Levante U. D. | 2024-25 |